# Rutare dinamică (adaptivă)
Rutările adaptive  sunt algoritmi (protocoale) de telecomunicație care servesc în Internet legăturii între rutere îndepărtate, nevecine. Rutarea adaptivă este denumită frecvent și rutare dinamică. Ele nu se concentreză pentru aceasta spre drumul cel mai scurt (dintre rutere), ci se orientează spre alte mijloace cum sunt caracteristicile de rețea, folosind-se de metode, cum ar fi:
- Evitarea de controale inutile în rețele
- Utilizarea de legături cât mai stabile

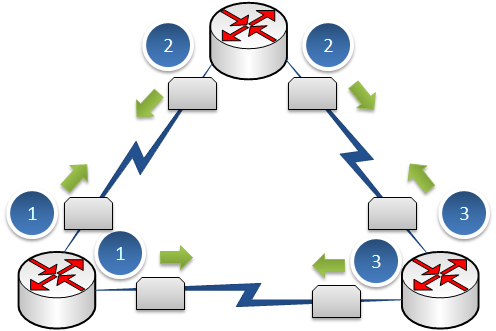
Procesul de actualizare a tabelelor de rutare a ruterelor

Protocoalele de rutare sunt folosite pentru a facilita schimbul de informații între rutere. Protocoalele de rutare adaptivă permit ruterelor să facă schimb de informații în mod adaptiv, despre rețele de legătură distanțate (nevecine) și să plaseze automat informațiile utile în tabele de rutare. 
Protocoalele de rutare  adaptivă determină cea mai bună cale de legătură (comunicare) pentru fiecare rețea, care este apoi adăugată în tabelul de rutare. Unul dintre beneficiile (avantaje) primare la utilizarea unui protocol de rutare adaptivă este faptul că schimbul de informații dintre rutere are loc ori de câte ori există o schimbare în topologie. Acest lucru permite ruterelor de a învăța în mod automat despre apariția de noi rețele de legătură și, de asemenea, de a învăța să găsească căi alternative, atunci când există (apare) un eșec în rețeaua curentă (folosită). Este această capacitate și unul din motivele pentru care s-a dat numele de rutare adaptivă.
În comparație cu rutarea statică, protocoalele de rutare dinamică (adaptivă) necesită mai puțină intervenție administrativă. Cu toate acestea, folosirea protocoalelor de rutare adaptivăă duce la consum sporit al resurselor unui ruter pentru operațiile ale protocoalelor de rutare, inclusiv resursele procesorului și lungimea de bandă din rețea. În ciuda beneficiilor rutării dinamice (adaptive), rutare statică încă mai are în utilizări locul său. Există situații în care rutarea statică este alegerea potrivită și alteori când rutarea adaptivă este alegerea mai bună. Deseori, se întâlnesc cazuri unde se pot găsi o combinație între cele două tipuri de rutare, în  rețele care au un nivel moderat de complexitate.

## Evoluția protocoalelor de rutare

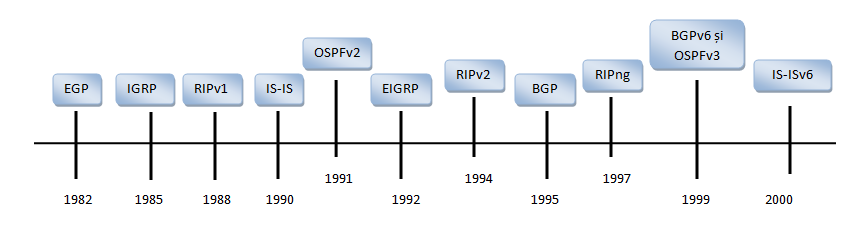
Clasificarea şi evoluţia protocoalelor de rutare

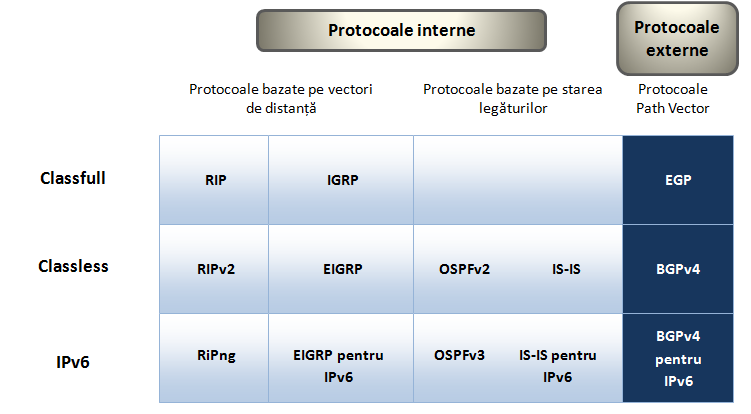
Protocoale de rutare

Protocoalele de rutare dinamică (adaptivă) au fost utilizate în rețele de calculatoare de la începutul anilor 1980. Prima versiune a protocolului de rutare dinamică RIP a fost lansat în 1982, dar unele elemente din algoritmii de bază a acestui protocol au fost utilizate pe ARPANET încă din 1969.
Rețelele de telecomunicație au evoluat și au devenit mai complexe, ceea ce a dus la apariția noilor protocoale de rutare. 
Unul dintre cele mai vechi protocoale de rutare a fost Routing Information Protocol (RIP). RIP a evoluat într-o versiune mai nouă RIPv2. Cu toate acestea, versiunea mai nouă a RIP nu este scalabilă pentru a fi implementată în rețele mari. Pentru a satisface aceste cerințe, au fost create două protocoale avansate de rutare:  Open Shortest Path First (OSPF) și  Intermediate System-to-Intermediate System (IS-IS). Apoi Cisco a dezvoltat Interior Gateway Routing Protocol (IGRP) și Enhanced IGRP (EIGRP), care, de asemenea, pot fi implementate în rețele de scară largă. 
În plus, a apărut necesitatea de a asigura interconectarea dintre diferite rețele și asigurarea operațiilor de rutare dintre ele. Protocolul Border Gateway Routing (BGP) este acum utilizat între furnizorii de servicii Internet, precum și între furnizorii de servicii Internet și clienții privați pentru a face schimb de informații de rutare. 
Odată cu apariția a mai multor dispozitive care au nevoie de o adresă IP, spațiul de adrese IPv4 este aproape epuizat. Astfel, a apărut IPv6. Pentru a sprijini comunicarea bazată pe IPv6, au apărut noi versiuni de protocoale de rutare.

## Scopul protocoalelor de rutare dinamică (adaptivă)
Un protocol de rutare este un set de procese, algoritmi și mesaje, care sunt utilizate pentru a face schimb de informații de rutare pentru a actualiza tabelul de rutare, care la rândul sau, în funcție de protocol, alege ruta optimă de legătură. Scopul unui protocol de rutare adaptivă include:
- Descoperirea rețelelor adiacente.
- Menținerea și actualizarea informației de rutare.
- Alegerea rutei optimale spre rețeaua de destinație.
- Abilitatea de a găsi o cale nouă, în cazul în care calea curentă nu mai este disponibilă.

## Componentele unui protocol de rutare

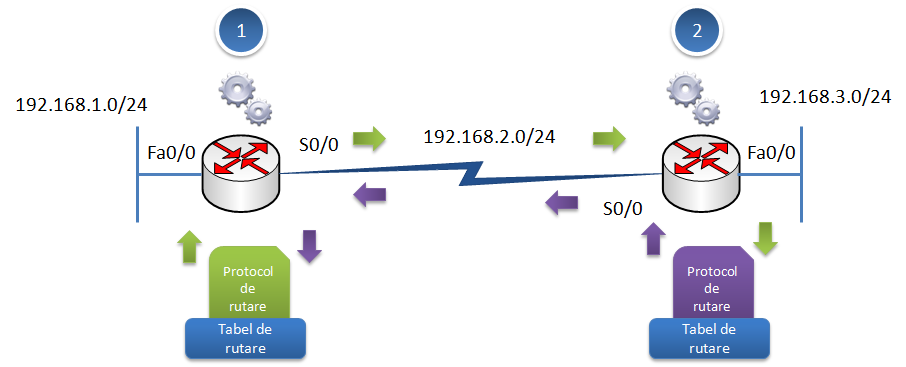
Operațiunea protocoalelor de rutare

- Structurile de date - unele protocoale de rutare utilizează tabele și / sau baze de date pentru operațiunile sale. Aceste informații sunt păstrate în RAM.
- Algoritmul - un algoritm este o listă finită de pași utilizate în realizarea unei sarcini. Protocoalele de rutare utilizează algoritmii de rutare pentru a facilita informația de rutare și pentru a determina cea mai optimală cale.
- Mesajele protocoalelor de rutare - protocoalele de rutare folosesc diferite tipuri de mesaje pentru a descoperi routere vecine, de a actualiza informația de rutare, precum și alte sarcini de a învăța și de a menține informația exactă despre rețea.

## Operațiunea protocoalelor de rutare
Toate protocoalele de rutare au același scop - de a învăța despre rețelele vecine și de a se adapta rapid ori de câte ori apare o schimbare în topologia rețelei. Metodele pe care le utilizează un protocol de rutare pentru a realiza acest lucru, depind de algoritmul pe care îl aplică și de caracteristicile operaționale ale acestui protocol. Operațiunile unui protocol de rutare dinamic, variază în funcție de tipul protocolului de rutare și protocolul de rutare în sine. În general, operațiunile unui protocol de rutare dinamic pot fi descrise după cum urmează:
- Ruterul trimite și primește mesaje de rutare pe interfețele sale.
- Ruterul face schimb de informații și mesaje de rutare între alte routere care utilizează același protocol de rutare.
- Routerele fac schimb de informații de rutare pentru a afla despre rețelele adiacente.
- Când un ruter detectează o schimbare în topologie, protocolul de rutare anunță routerele vecine despre această schimbare.

Procesul de rutare are două părți distincte: determinarea căii optime, în care ruterul folosește informațiile din tabela de rutare (inclusiv cele introduse de protocoalele de rutare) pentru a învăța interfața de ieșire cea mai potrivită pentru a trimite pachetele la o anumită destinație și comutarea pachetelor, care asigură trimiterea unui pachet primit pe o interfață (de intrare) pe interfața de ieșire optimă.
Cautarea drumului optim duce la crearea unei tabele de rutare, care conține adresa rețelei și masca de rețea, adresa următorului ruter și/sau interfața de ieșire pentru destinația respectivă, precum și metrica și distanța administrativă. Rețelele sunt plasate în tabela de rutare în ordinea descrescătoare a măștii de rețea (de la rețele mai mici la rețele mai mari), iar ruterul le parcurge liniar.
Metrica și distanța administrativă sunt cele două metode de diferențiere între diferitele rute către aceeași destinație. Distanța administrativă face diferența între diferitele tipuri de rute (statice, dinamice și direct conectate). Felul în care se calculează metrica diferă de la un protocol de rutare la altul, însă în general sunt incluse informații ca întârzierea, lărgimea de bandă, distanța, cantitatea de trafic. Metrica este relevantă doar pentru rute generate de același protocol de rutare, de aceea are o importanță mai mică decât distanța administrativă.
Pentru rutele dinamice, procesul de alegere a căii optime este următorul
- Dacă rețeaua destinație nu există încă în tabela de rutare, aceasta este introdusă;
- Dacă rețeaua destinație este o subrețea a unei intrări din tabela de rutare, sunt comparate distanța administrativă și metrica.
- Dacă acestea sunt identice sau ruta existentă are o metrică mai bună, nu se efectuează nicio modificare;
- Dacă ruta nouă este mai bună, se introduce o nouă intrare în tabela de rutare, înaintea vechii intrări, astfel încât ruterul să folosească această rută;
- Dacă rețeaua există deja în tabela de rutare, iar noua rută este mai bună, intrarea este înlocuită.

Ruterele mențin starea rutelor în tabela de rutare, dar nu și starea pachetelor individuale, deoarece acest lucru ar însemna o întârziere a comutării. Mai mult, unele rutere folosesc pentru identificarea rapidă a interfețelor de ieșire o a doua tabelă, numită FIB (engleză :forward information base). Această tabelă este optimizată pentru căutarea rapidă a interfețelor.

## Rutare dinamică versus rutare statică

### Utilizarea rutelor statice
Înainte de a identifica beneficiile protocoalelor de rutare dinamice, avem nevoie să luăm în considerare motivele pentru care ne-ar folosi protocoalele de rutare statică. Cu siguranță se poate afirma că rutarea dinamică are mai multe avantaje față de rutarea statică. Cu toate acestea, rutarea statică este încă folosită în rețelele de astăzi. De fapt, se poate de întâlnit cazuri unde se folosește o combinație de rutare, atât statică și dinamică.
Rutarea statică are mai multe utilizări primare, inclusiv:
- Oferă o întreținere mai ușoară a tabelelor de rutare în rețele mai mici, care nu sunt de așteptat să crească în mod semnificativ.
- Utilizarea unui singur traseu implicit, folosit pentru a reprezenta o cale către orice rețea care nu are o coincidență mai specifică, cu un alt traseu în tabelul de rutare.

## Dezavantajele rutării statice
- Configurarea și întreținerea este foarte anevoioasă.
- Configurarea este predispusă la erori, în special în rețelele de scară largă.
- Intervenția administrativă este necesară pentru menținerea și schimbarea informației de rutare.
- Nu este potrivită pentru rețele mari.
- Necesită cunoașterea completă a întregii rețele pentru implementarea potrivită.

|                                           | Rutare dinamică (adaptivă)                        | Rutare statică                             |
| ----------------------------------------- | ------------------------------------------------- | ------------------------------------------ |
| Complexitatea de configurare              | În general, independent de dimensiunea rețelei    | Crește odată cu dimensiunea rețelei        |
| Nivelul de cunoștințe pentru administrare | Sunt necesare cunoștințe avansate                 | Nu este nevoie de cunoștințe suplimentare  |
| Modificări în topologie                   | Automat se adaptează cu schimbările din topologie | Este necesar intervenția administratorului |
| Scalabilitatea                            | Potrivit pentru topologii simple și complexe      | Potrivit pentru topologii simple           |
| Nivelul de securitate                     | Mai puțin securizat                               | Mai securizat                              |
| Utilizarea resurselor                     | Utilizează UPC, memorie și lungimea de bandă      | Nu este necesar de resurse adiționale      |
| Predictibilitatea                         | Rutele depind de topologia curentă                | Ruta spre destinație rămâne la fel         |

## Funcționarea protocoalelor bazate pe vectori de distanță
- Actualizările periodice sunt trimise la intervale regulate (30 de secunde, pentru RIP și 90, pentru IGRP). Chiar dacă topologia nu s-a schimbat de mai multe zile, actualizările periodice continuă să fie trimise la toți vecinii.
- Vecinii sunt routere care partajează o legătură și sunt configurate pentru a utiliza același protocol de rutare. Ruterul este conștient doar de adresele de pe interfețele de rețea proprii și adresele  rețelelor  de la distanță. Nu are nici o idee despre topologia de rețea. Routerele folosind vectorul "distanță de rutare", nu sunt conștiente de topologia rețelei.
- Actualizările broadcast sunt trimise la adresa 255.255.255.255. Routerele vecine care sunt configurate cu același protocol de rutare, vor procesa actualizările. Toate celelalte dispozitive, de asemenea, vor procesa  actualizările, până la nivelul 3, înainte ca aceasta să fie descărcate de pe interfață. Unele protocoale de rutare bazate pe vectori de distanta, utilizează adrese multicast în loc de adrese de broadcast.
- Întreaga actualizare cu tabelele de rutare este trimisa, cu unele excepții, periodic tuturor vecinilor. Vecinii care primesc aceste actualizări, trebuie să prelucreze întreaga actualizare, pentru a găsi informații pertinente și  descarcă restul informațiilor. Unele protocoale de rutare bazate pe vectori, cum ar EIGRP nu trimit actualizările despre tabelul de rutare, în mod periodic.

## Scopul algoritmului
La baza protocolului bazat  pe vectori de distanță este algoritmul. Algoritmul este folosit pentru a calcula cele mai bune căi și apoi de a trimite aceste informații la vecini.
Un algoritm este o procedură pentru realizarea unei anumite sarcini, pornind de la o stare inițială dată și se termină într-o stare finală definită. Diferite protocoale de rutare utilizează algoritmi pentru a instala diferite rute în tabelul de rutare, trimite actualizări la vecini, și să ia decizii pentru determinarea căii optimale.
Algoritmul utilizat pentru protocoalele de rutare definește următoarele procese:
- Mecanismul pentru trimiterea și primirea  informațiilor de rutare.
- Mecanismul de calculare a cele mai bune căi și instalarea  căii în tabelul de rutare.
- Mecanismul de detectare și reacționare la schimbările din topologie.

## Caracteristicile protocoalelor de rutare
Protocoalele de rutare pot fi comparate pe baza următoarelor caracteristici:
- Timpul de convergență - Timpul de convergență definește cât de repede routerele din topologia de rețea  partajează informația de rutare și ajung la o stare de cunoștințe coerenta, despre topologia rețelei. Cu cât este mai rapidă convergența, cu atât este mai preferabil protocolul. Buclele de rutare pot apărea când tabelele de rutare inconsecvente nu sunt actualizate, datorită convergenței lente într-o rețea cu modificări de topologie.
- Scalabilitatea - Scalabilitatea definește mărimea  rețelei  bazată pe protocolul de rutare implementat. Cu cât mai mare este rețeaua,  cu atât mai scalabil trebuie să fie protocolul de rutare.
- Classless (Utilizarea VLSM) și Classfull – protocoalele de rutare de tip classless includ masca de rețea în mesajele de actualizare. Această caracteristică suportă opțiunea  Variable Length Subnet Masking (VLSM) și o sumarizare mai optimală a rutelor. Protocoalele de rutare classfull nu includ masca de subrețea și nu suportă VLSM.
- Utilizarea resurselor -  utilizarea resurselor include cerințele unui protocol de rutare, cum ar fi spațiul de memorie, utilizarea procesorului, și link-ul de utilizare a lățimii de bandă. Cerințele mai înalte de resurse, necesită echipament mai puternic, pentru a suporta operarea protocolului de rutare în plus față de procesele de transmitere a pachetelor.
- Implementarea și întreținerea – Implementarea și întreținerea  descrie nivelul de cunoștințe care sunt necesare pentru un administrator de rețea pentru a pune în aplicare și a întreține rețeaua bazată pe protocolul de rutare utilizat.

| Avantaje | Dezavantaje |
| --- | --- |
| Implementare și întreținere simplă - Nivelul de cunoștințe necesar pentru a implementa și a menține o rețea, cu un protocol bazat pe vector de distanță nu este mare.                                                           | Convergență lentă – utilizarea actualizărilor periodice pot provoca convergență lentă. Chiar dacă sunt folosite tehnici avansate cum ar fi actualizările cu declanșator, convergența globală este mai lentă în comparație cu protocoalele link state. |
| Cerințe de consum reduse - protocoalele de rutare bazate pe vectori de distanță nu au nevoie de resurse mari de memorie pentru a stoca informații. Nici nu au nevoie de un procesor puternic. În funcție de dimensiunea rețelei | Scalabilitate limitată – convergența lentă poate limita mărimea rețelei, fiindcă rețele mari necesită mai mult timp pentru a propaga informația de rutare.                                                                                            |
| | Bucle de rutare – buclele de rutare pot apărea când tabelele de rutare, în mod inconsecvent, nu sunt actualizate, datorită convergenței lente dintr-o rețea.                                                                                          |